# فقه العقوبات الإسلامي
فقه العقوبات الإسلامي، قانون جنائي يتوافق مع الشريعة الإسلامية. لا يمتلك الفقه الإسلامي مجموعة مميزة من «القوانين الجنائية» بالمعنى الحرفي. يقسّم الجرائم إلى ثلاث فئات مختلفة اعتمادًا على الجريمة: الحدود (جرائم تعاكس رغبة الله، والتي حُددت عقوباتها في القرآن والأحاديث النبوية)، والقصاص (الجرائم ضد الفرد أو الأسرة التي تكون عقوبتها بمثابة قصاص متساوٍ في القرآن والأحاديث)، والتعزير (الجرائم التي لم يُذكر عقوبتها في القرآن والأحاديث، وتُترك لتقدير الحاكم أو القاضي). يضيف البعض الفئة الرابعة، السياسة (الجرائم ضد الحكومة)، بينما يعتبرها البعض الآخر جزءًا من جرائم الحد أو التعزير.
لا تستخدم المحاكم الشرعية التقليدية- على عكس المحاكم الغربية الحديثة- هيئة المحلفين أو المدعين نيابة عن المجتمع. تقاضي الدولة الجرائم بحق الله كجرائم حد، ويُتعامل مع جميع القضايا الجنائية الأخرى، بما في ذلك القتل والإصابة الجسدية، على أنها نزاع بين الأفراد مع قاضي إسلامي يقرر النتيجة بناءً على الفقه الشرعي مثل الحنفي والمالكي والشافعي، وتبعهم الحنبلي والجعفري في الفقه الإسلامي.
جرى التعامل عمليًا مع القضايا الجنائية من قبل المحاكم التي يديرها الحاكم أو الشرطة المحلية باستخدام إجراءات لم تكن مرتبطة إلا بشكل طليق بالشريعة، وذلك منذ وقت مبكر من التاريخ الإسلامي. أما في العصر الحديث، فقد استُبدلت القوانين الجنائية المستندة إلى الشريعة على نطاق واسع بقوانين مستوحاة من النماذج الأوروبية، على الرغم من إعادة إدخال العديد من البلدان في العقود الأخيرة عناصرًا من فقه العقوبات الإسلامي في قوانينها تحت التأثير المتزايد للحركات الإسلامية.

## الحدود
يقسم الفقه الإسلامي التقليدي الجرائم إلى جرائم بحق الله وجرائم بحق الإنسان. يُنظر إلى الأول على أنه ينتهك حدود الله أو «الحدود». حدد القرآن هذه العقوبات، وحددتها السُنّة في بعض الحالات. والجرائم التي يعاقب عليها بالحد هي الزنا (الجماع غير المشروع)، واتهامات لا أساس لها بالزنا، وتناول المسكرات، وقطع الطرق، وبعض أشكال السرقة. اختلف الفقهاء حول ما إذا كانت الردة والتمرد على حاكم شرعي من جرائم الحدود.
تتراوح عقوبات الحدود من الجلد العلني إلى الرجم العلني حتى الموت، وبتر الأيدي والصلب. لا يجوز للضحية أو الدولة العفو عن جرائم الحدود، ويجب تنفيذ العقوبات علنًا. ومع ذلك، كانت معايير الإثبات لهذه العقوبات في كثير من الأحيان عالية درجة الاستحالة، ولم تُنفذ بشكل متكرر في الممارسة العملية. إذ أن متطلبات الحدود للزنا والسرقة شبه مستحيلة دون اعتراف، والذي يمكن أن يبطل بالتراجع. نص الفقهاء- بناء على الأحاديث- على وجوب تجنب عقوبات الحدود بالشكوك الدنيا أو الغموض (الشبهات). قُصد من عقوبات الحدود الأكثر صرامة ردع وتجنب خطورة الإساءات ضد الله، بدلًا من تنفيذها.
استُبدلت القوانين الجنائية المستندة إلى الشريعة بقوانين مستوحاة من النماذج الأوروبية في كل مكان تقريبًا في العالم الإسلامي خلال القرن التاسع عشر، باستثناء بعض المناطق المحافظة بشكل خاص مثل شبه الجزيرة العربية. جلبت الصحوة الإسلامية في أواخر القرن العشرين دعوات من قبل الحركات الإسلامية للتطبيق الكامل للشريعة. كان لإعادة فرض عقوبات الحدود أهمية رمزية خاصة لهذه الجماعات بسبب أصلها القرآني، وغالبًا ما تجاهل المدافعون عنها القيود التقليدية الصارمة المفروضة على تطبيقها. استُخدمت الحدود عمليًا في البلدان التي دمجت الحدود في القوانين تحت ضغط الإسلاميين، بشكل مقتصد أو لم تُستخدم على الإطلاق، وتباين تطبيقها تبعًا للمناخ السياسي المحلي. كان استخدامها موضوعًا للنقد والنقاش.